# Сеитов, Якуб Маметович
Якуб Маметович Сеитов (1902, Отаркой — не ранее 1956) — советский государственный деятель. Депутат Верховного Совета СССР (1938—1946). Депутат Верховного Совета Крымской АССР. Нарком здравоохранения Крымской АССР (1938—1939). Член ВКП(б) (1927).

## Биография
Родился в 1902 году в деревне Отаркой Симферопольского уезда Таврической губернии. Крымский татарин по национальности. В восемь лет начал работать чабаном у помещика. После двух лет беспризорной жизни, работал чернорабочим и пастухом.
В годы гражданской войны — рядовой 3-го Интернационального полка и конного отряда РККА (1919—1920). После работал грузчиком, садовым рабочим и заведующим клубом Союза медсантруда. Учился в Крымской областной советской партийной школе в Симферополе (1926—1928). В 1927 году вступил в коммунистическую партию. Работал пропагандистом Ялтинского райкома (1928—1929) и секретарём Союзместраса Крымской АССР (1930). В 1931 году окончил Высшую школу профдвижения ВЦСПС в Москве.
С 1931 по 1932 год являлся членом президиума Узбсовпрофа. С 1932 по 1933 — преподаватель и директор Ялтинского сельхозрабфака. После чего находился на партийной работе. Работал заведующим ОРГО Алуштинского райкома (1933—1934), заместителем парторга, заведующим ОРГО парткома Государственного металлургического завода имени Войкова в Керчи (1934—1935), инструктором Крымского обкома (1935—1936).
В 1936 году назначен первым секретарём Евпаторийского райкома, а в 1937 — Судакского райкома.
В 1937 году был выбран в Совет Национальностей Верховного Совета СССР 1-го созыва. Также являлся депутатом Верховного Совета Крымской АССР.
С 1938 по 1939 год — нарком здравоохранения Крымской АССР. После чего был направлен на обучение Всесоюзную Промышленную академию имен Сталина (1939—1941). С 1941 по 1942 год занимал должность первого секретаря Евпаторийского горкома. В 1942 году направлен в распоряжении Крымского обкома. В сентябре 1942 года стал первым секретарём Сары-Агачского райкома партии Южно-Казахстанской области.
В 1956 году подписал письмо бывших партийных и советских работников Крымской области в ЦК КПУ о возвращении из депортации крымскотатарского населения.